# Новиков, Илья (футболист)
Илья Новиков (латыш. Iļja Novikovs; 12 августа 1977) — латвийский футболист, полузащитник и игрок в мини-футбол. Выступал за сборную Латвии по футболу и мини-футболу.

## Биография
В начале взрослой карьеры провёл два сезона за аутсайдера высшей лиги Латвии «Локомотив» (Даугавпилс), был основным игроком клуба. В 1998 году перешёл в ведущий клуб страны — рижский «Сконто», за сезон сыграл 9 матчей и забил 3 гола в чемпионате Латвии. Стал чемпионом и обладателем Кубка Латвии 1998 года. Принимал участие в играх Лиги чемпионов, где сыграл 4 матча и забил победный матч в игре против минского «Динамо». Однако по окончании сезона покинул «Сконто», в дальнейшем выступал в первой лиге за «Яуниба» (Даугавпилс) и «Зибенс/Земессардзе» (Илуксте). С «Зибенсом» стал победителем первой лиги 2000 года. С 23-летнего возраста прекратил выступления на высоком уровне.
Вызывался в юношеские и молодёжные сборные Латвии разных возрастов, провёл 7 матчей в официальных отборочных турнирах. Летом 1998 года сыграл 2 товарищеских матча за национальную сборную Латвии. Дебютный матч сыграл 26 июня 1998 года против Андорры, заменив в перерыве Виктора Добрецова.
В 1998—2000 годах также выступал за сборную Латвии по мини-футболу.

## Достижения
- Чемпион Латвии: 1998
- Обладатель Кубка Латвии: 1998